# Raz-de-marée aux Pays-Bas en 1916
 (septembre 2015).

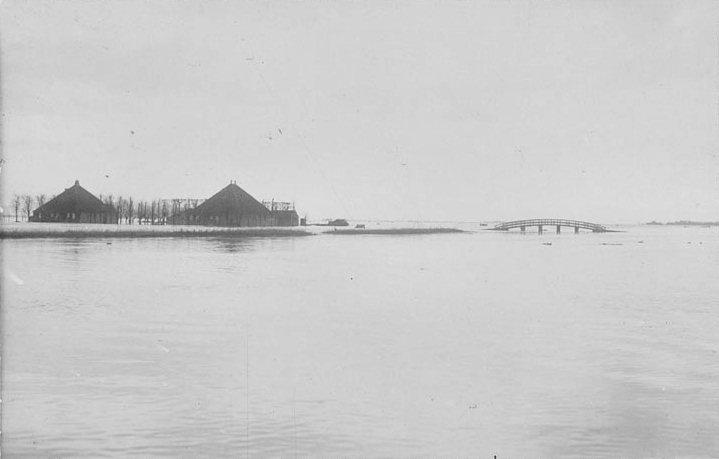
Le village de Schellingwoude pendant la crue

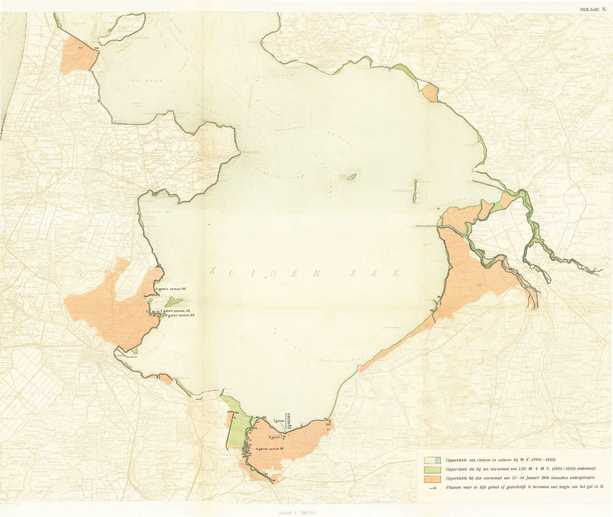
Territoires inondé, rapport de recherche de la Rijkswaterstaat, 28 septembre 1916

Les 13 et 14 janvier 1916, une violente tempête a provoqué un raz-de-marée aux Pays-Bas, principalement autour du Zuiderzee mais également dans tout le pays. Un raz-de-marée a coïncidé avec un très haut niveau des fleuves. Cela a provoqué de nombreuses ruptures de digues ainsi que des dégâts considérables. 

## Conséquences
Dans la province de la Hollande-Septentrionale, 19 décès ont été comptés sur terre et 32 en mer. La Reine Wilhelmina est venue visiter les zones touchées.
Cette catastrophe a poussé les hommes politiques à lancer les travaux du Zuiderzee qui jusque-là n'arrivaient pas à faire l'unanimité.

### articles connexes
- Liste des catastrophes naturelles aux Pays-Bas

### Sources
- Site de l'Institut royal météorologique des Pays-Bas.